# Wakatu
Wakatu (ook gekend als Hallertau Aroma) is een hopvariëteit, gebruikt voor het brouwen van bier.
Deze hopvariëteit is een “aromahop”, bij het bierbrouwen voornamelijk gebruikt vanwege zijn aromatische eigenschappen. Deze Nieuw-Zeelandse variëteit werd in 1988 onder de naam Hallertau Aroma op de markt gebracht door het Hort's Riwaka Research Centre, ontwikkeld in het New Zealand’s HortResearch Hop Breeding Programme. Deze triploïde variant is gekweekt uit twee derde Hallertau Mittelfrüh en een derde afgeleide Nieuw-Zeelandse mannelijke variant. De naam werd in 2011 gewijzigd in Wakatu.

## Kenmerken
- Alfazuur: 7 – 10%
- Bètazuur: 8,5%
- Eigenschappen: floraal en limoenaroma